# مالوف
المالوف هو أحد أنواع الموسيقى المنتشرة في الجزائر، وتونس ، وليبيا، وأصل الكلمة هو «مألوف» بتخفيف الهمزة، وهو مصطلح يطلق على الموسيقى الكلاسيكية بالمغرب العربي بقسميه الدنيوي والديني المتصل بمدائح الطرق الصوفية، وهو لا يتقيّد في الصياغة بالأوزان والقوافي. استقرّ هذا الفن في الجزائر، وتونس ، وليبيا.
الموروث الغنائي بنصوصه الأدبية، وأوزانه الإيقاعية، ومقاماته الموسيقية التي ورثتها بلدان الشمال الأفريقي عن الأندلس، وطوّرتها، وهذّبتها، منذ القرن العاشر. وتتكون مادتها النظميّة من الشعر والموشحات والأزجال والدوبيت والقوما، مع ما أُضيف لها من إضافات لحنيّة أو نظميّة محليّة، جمعت بينها دائرة النغم والإيقاع، وما استعاروه من نصوص وألحان مشرقية. وتعتبر النوبة أهم قالب في المالوف.

## فنون النظم في فن المالوف
تنوعت الفنون النظمية فيه، فهو يجمع بين الفنون المعربة والملحونة فحوى باقات وبدائع من روائع الأشعار، والموشحات، والدوبيت، والأزجال، والقوما

## الآلات الموسيقية
هناك مجموعة من الآلات الموسيقية المستعملة في فن المالوف منها في النوبات التقليدية وهي: الغيطة آلة نفخية، وآلات رقية من جلود الحيوانات منها: النوبة وتستعمل في الموكب المولدي، وتحل محلها داخل الزاوية الطبلة «الدربوكة»، والطار ويسمى بالندير العيساوي وهو ما وجدت به صنوج نحاسية، وآلة النقرة.
كما تؤدى النوبات في الفرق بمجموعات موسيقية وهي تضم من:
1. من الآلات الوترية: العود والكمنجة والقانون
2. والقرنيطة والناي.
3. آلات ايقاع الرق الشرقي والطبلة، كما يقف من ثلاثة أو أكثر بالبنادير خلف المجموعة الصوتية.

## المالوف الليبي
من أهم المناسبات التي يقدم فيها فن المالوف في ليبيا مناسبة المولد النبوي، حيث تخرج مواكب الزوايا الصوفية، خصوصا أتباع الطريقة العيساوية المنسوبة للشيخ سيدي امحمد بن عيسى المكناسي المتوفي سنة 933 هجري، حيث قامت باحتضان هذا الفن طيلة وجودها في ليبيا، وربما كانت سببا لدخوله لليبيا، وبالرغم من انتشار هذا الفن في معظم أرجاء ليبيا إلى انه انحصر تقريباً حالياً في مدينة طرابلس حيث تتواجد الفرق الخاصة به، إلا أنه كان منتشراً في مدينة بنغازي على سبيل المثال حتى أوائل ستينيات القرن العشرين ليختفي بسبب عدم وجود فرق في المدينة.

### مهرجانات المالوف في ليبيا
مهرجان طرابلس للمالوف والموشحات

### الفرق الليبية
- فرقة المالوف والموشحات والألحان العربية
- الفرقة العربية للموسيقى
- فرقة الشروق للمالوف والموشحات والأعمال الغنائية
- فرقة الشيخ اقنيص للمالوف والموشحات الشيخ محمد أبو بكر تومية قنيص.

### مشاركون في نظم النصوص
- كامل القاضي كروان طرابلس مشارك في عملية النظم
- عبد الله جمال الدين الميلادي مشارك في عملية النظم
- الشيخ علي أمين سيالة مشارك في عملية النظم

انظر كتاب فن المالوف في ليبيا للباحث: عبد الستار العريفي بشيه ففيه تراجم لهم ومعلومات جيدة عنهم

### مناسبات المالوف الدينية والاجتماعي
المولد النبوي الشريف، مواكب زوايا الطرق الصوفية.

### الأفراح والأتراح
حفلات الزفاف، وغيرها من المناسبات سعيدة، كما يشيعون به جنائز شيوخ الزوايا الصوفية ومريديها، بنصوص عرفت بالششتري نسبة لأبو الحسن الششتري الزجال الأندلسي المتوفى سنة 666هـ.

## المالوف الجزائري

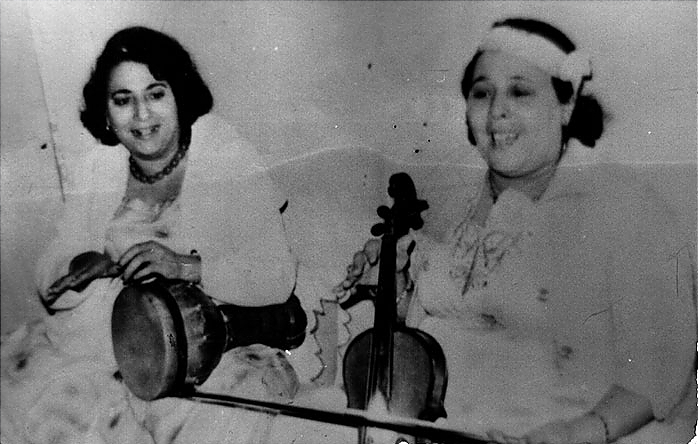
فقيرات قسنطينة

تعتبر قسنطينة عاصمة المالوف بفنانيها وفرقها، وفي هذه المدينة يتفرع المالوف لعدة طبوع: العيساوة، والبنوتات.
و أصل كلمة مالوف هو وفي للتقاليد، ويغنى باللغة العربية الفصحى، ويحتوي على 24 نوبة نسبة إلى ساعات اليوم، ولم يتبق منها سوى 12 نوبة، بسبب عدم التمكن من الاحتفاظ بكل النوبات بسبب تناقلها شفهيا فقط.
الموسيقى العربية الأندلسية في الجزائر تنقسم إلى ثلاث مدارس:
1. المدرسة التلمسانية، حيث نجد الغرناطية أب الحوزي (غرناطة)،
2. المدرسة العاصمية، حيث نجد الصنعة أب الشعبي (قرطبة)،
3. وأخيرا المدرسة القسنطينية، حيث نجد المالوف أب المحجوز (اشبيليا).

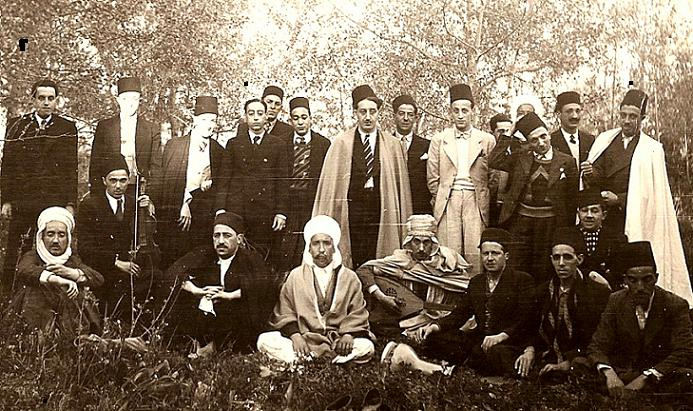
مالوف قسنطينة بقيادة الشيخ حسونة

ويعتبر البعض قسنطينة رائدة في هذا النوع الموسيقي (المالوف) بفنانيها وفرقها المعروفة، كما أن «المالوف القسنطيني» يتفرع بدوره في هذه المدينة لعدة طبوع، منها: ما يعرف بالبنوتات. وبأن أوجه التقارب والاختلاف بين المالوف التونسي ونظيره الجزائري يلتقيان في التسمية وفي النصوص فقط، لأنها مستمدة من الموشحات، أما فيما يخص الطبوع والإيقاعات، فالنوبة التونسية تختلف تماما عن النوبة الجزائرية المعروفة في الشرق الجزائري. كما أن المالوف الجزائري يحوي الحركات الخمس للنوبة، وهي: المصدر، البطايحي، والدرج، والانصراف، والخلاص.
أما في تونس فهناك تسميات وإيقاعات أخرى، حيث أن المالوف في الشرق الجزائري جاء نتيجة اجتهاد محلي لإيجاد طابعه الخاص لأن جغرافيتها بعيدة نسبيا عن مدرسة تلمسان التي تشترك معها في بعض الانصرافات فقط.

## المالوف التونسي

### النوبة التونسية[4]
يُعدّ المالوف التونسي من أرقى أشكال الموسيقى الأندلسية في العالم العربي، حيث كانت تونس الدولة الرائدة في حفظه، تطويره، ونشره على نطاق واسع، مما جعله جزءًا لا يتجزأ من هويتها الثقافية والوطنية. فمنذ قرون، قامت تونس بتوثيق النوبات وجمعها بشكل منهجي، الأمر الذي ساهم في ترسيخ هذا الفن وجعله أكثر تنظيمًا ودقة.
لعبت الزوايا الصوفية التونسية، والمعاهد الموسيقية، والجمعيات الثقافية دورًا كبيرًا في نشر وتعليم المالوف، حيث لم يقتصر الأمر على حفظه، بل تم تطويره بشكل علمي، وأصبح مادة أكاديمية تدرّس في المعاهد الوطنية للموسيقى. كما أن الفرق الوطنية التونسية، مثل الفرقة الوطنية للموسيقى، ساهمت في تقديم المالوف بأسلوب حديث على المسارح الكبرى، مما جعله أحد أبرز عناصر الهوية الثقافية التونسية.
تُعتبر تستور، تونس، الكاف، وبنزرت من أهم المراكز التي ساهمت في تطوير المالوف، حيث قامت تونس بتوثيقه وجعله جزءًا من ثقافتها الرسمية. وبفضل هذا الاهتمام، أصبحت تونس المركز الأول لحفظ ونشر هذا الفن، وهي الدولة الوحيدة التي تمتلك تراثًا مدونًا كاملًا للنوبات.

### مكونات النوبة التونسية
تتركب النوبة من معزوفات ومقطوعات غنائية تتوالى حسب الترتيب التالي:
- الاستفتاح: وهو الجزء الأول للنوبة، يُؤدى بطريقة مرسلة دون إيقاع، ويبنى على الطبع أو المقام الأساسي للنوبة، مما يبرز أهم خصائصه. في الماضي، كان يؤدي بأسلوب ارتجالي، لكنه أصبح أكثر انضباطًا اليوم.[9]
- المصدّر: مقدّمة موسيقية تشبه البشرف أو السماعي التركي، وتتكون من خانتين أو ثلاث، يتخللها التسليم. تُبنى على إيقاع ثقيل يسمى مصدّر (4/6)، وتُختتم بالطوق والسلسلة، وهما حركتان سريعان (8/3 أو 8/6)، ويؤدي العازفون خلالها خلايا لحنية تتكرر على درجات مختلفة من السلم الموسيقي.[10]
- أبيات: تُنشد أبيات مختارة من قصائد بالفصحى في إيقاع بطايحي بطيء، وتسبقها مقدمة موسيقية قصيرة.
- البطايحي: أبيات ملحّنة في إيقاع البطايحي، وتسبقها مقدمة موسيقية قصيرة في إيقاع سريع يسمى برول (4/2)، ثم يتحول إلى الإيقاع البطيء بطايحي.
- التوشية: معزوفة تؤدى في مقام النوبة التالية حسب الترتيب التقليدي، وتبدأ في إيقاع البرول، ثم تنتهي بإيقاع البطايحي، وتتخللها ارتجالات على مختلف الآلات الموسيقية.
- البراول (مفردها برول): مقطوعات غنائية تتبع الإيقاع الذي سميت به. تحتوي كل نوبة على براولين إلى أربعة، حيث يكون الأخير أسرع ويُختتم به الجزء الأول من النوبة.
- الدرج (وجمعها أدراج): زجل ملحّن في إيقاع ثقيل (4/6)، يسبقه عادةً إيقاع سريع يسمى الهروب (4/2)، وهو مشابه لإيقاع الملفوف في الموسيقى الشرقية.
- الخفيف (وجمعها الخفايف): رغم تسميته، فإن إيقاع الخفيف يعد من الإيقاعات الثقيلة نسبيًا (4/6)، ويشبه إيقاع الدرج لكن مع فارق في السرعة.[11]
- الختم: يُختتم الأداء بجزء سريع في إيقاع (4/3 أو 8/6)، حيث يصل الأداء إلى ذروته في النوبة.[12]

بفضل تونس، تحوّل المالوف من مجرد موسيقى تراثية إلى رمز ثقافي حي يُقدّم في المسارح والمهرجانات العالمية، ويظل اليوم الفن الموسيقي الأكثر تعبيرًا عن الهوية التونسية.

## مواقع خارجية
- التعريف بفن المالوف ومناسبات
- باريس تستمع لمحمد عريبي معلم المالوف الليبي
- عينة من المالوف نسخة محفوظة 12 ديسمبر 2007 على موقع واي باك مشين.
- المالوف القسنطيني هل أصوله يهودية؟ [وصلة مكسورة]
- مالوف قسنطينة